# 19477 Терезаджентц
19477 Терезаджентц (19477 Teresajentz) — астероїд головного поясу, відкритий 21 квітня 1998 року.
Тіссеранів параметр щодо Юпітера — 3,270.